# Nong Khai (tỉnh)
Nong Khai (tiếng Thái: หนองคาย, phát âm [nɔ̌ːŋ kʰāːj]) là một tỉnh nằm ở cực bắc vùng Isan của Thái Lan. Các tỉnh giáp giới (theo chiều kim đồng hồ, từ phía đông): Bueng Kan, Sakon Nakhon, Udon Thani và Loei. Về phía bắc, tỉnh Nong Khai giáp với các tỉnh Viêng Chăn và Borikhamxay của Lào.
Sử người Việt gọi vùng đất này là Mường Nông.

## Địa lý
Tỉnh này nằm trong thung lũng của sông Mê Nam (sông Mekong), cũng là biên giới với Lào. Có những cao nguyên ở phía nam. Tổng diện tích rừng là 233 km 2 (90 dặm vuông Anh) hay 7,1 phần trăm diện tích tỉnh. Thủ đô Viêng Chăn của Lào chỉ cách thủ phủ tỉnh Nong Khai 25 kilômét (16 dặm). Cây cầu Hữu nghị Thái-Lào đầu tiên, nối liền hai quốc gia, được chính phủ Thái Lan, Lào và Úc cùng xây dựng và khánh thành vào năm 1994.
Nong Khai là tỉnh nhỏ nhất ở vùng đông bắc sau Bueng Kan và bảy huyện khác trở thành tỉnh Bueng Kan vào năm 2011.

## Lịch sử
Trong nhiều thế kỷ, quyền kiểm soát tỉnh dao động giữa Vương quốc Thái Ayutthaya và vương quốc Lào Lan Xang, khi quyền lực tương ứng của họ suy giảm và chảy trong khu vực.
Đài tưởng niệm Prap Ho phía trước tòa thị chính lịch sử (nay là bảo tàng và trung tâm văn hóa) tưởng niệm những người đã chết trong chiến tranh Haw.
Trong những năm gần đây, Nong Khai đã trở thành một điểm đến nổi tiếng trong lễ hội an cư của Phật giáo khi những quả cầu ánh sáng bí ẩn, hay quả cầu lửa Naga, bay lên từ sông Mekong. Những quả bóng giống như một mặt trời màu cam. Chúng nhô lên khỏi mặt sông khoảng 6–9 mét (20 đến 30 feet) và biến mất sau ba đến năm giây. Mặc dù những quả cầu lửa có thể được nhìn thấy vào những thời điểm khác, nhưng hầu hết người Thái đều đi du lịch để xem chúng vào dịp trăng tròn vào tháng 10 khi tỷ lệ xảy ra chúng được cho là cao hơn nhiều.
Điểm tham quan chính của Nong Khai là Sala Keoku (còn được gọi là Sala Kaew Ku, còn được gọi là Wat Khaek), một công viên gồm các tác phẩm điêu khắc khổng lồ, một số cao hơn 20 m. Công viên là công trình của nhà thần bí Luang Pu Bunleua Sulilat, người đã mua mảnh đất này vào năm 1978 khi ông bị lưu đày khỏi quê hương Lào, nơi ông đã xây dựng một công viên tương tự ở Viêng Chăn vào những năm 1950. Tổng hợp các hệ tư tưởng Phật giáo và Ấn Độ giáo, các vị Phật, nữ thần nhiều vũ khí, rắn Naga bảy đầu và nhiều loài lai giữa người và động vật thống trị địa điểm này.
Những nhân vật đáng chú ý trong lịch sử Phật giáo thế kỷ 20 đã sống ở Nong Khai—học giả Phật giáo nổi tiếng thế giới và là thiền sư hàng đầu Ajahn Sumedho xuất gia tại Wat Sisaket ở Nong Khai.